# Seleção do secretário-geral das Nações Unidas em 2016
Uma eleição indireta foi realizada em outubro de 2016 para escolher o nono Secretário-Geral das Nações Unidas, que sucede Ban Ki-moon em 1 de janeiro de 2017. Candidatos dos cinco membros permanentes do Conselho de Segurança não foram considerados para o papel. Em uma série de votações no Conselho, António Guterres de Portugal emergiu como o candidato presuntivo, tendo 13 votos de apoio 2 abstenções e nenhum contra na sexta rodada, em 5 de outubro.  Em 6 de outubro, o Conselho de Segurança recomendou Guterres à Assembleia Geral, que o selecionou formalmente por aclamação em 13 de outubro.

## Eleição
A seleção do secretário-geral das Nações Unidas em 2016 teve por objetivo eleger o nono titular do cargo e sucessor de Ban Ki-moon, cujo mandato se encerra a 31 de dezembro de 2016. O Conselho de Segurança e a Assembleia Geral tomaram medidas para tornar o processo de seleção de 2016 mais aberto e transparente e enviou uma carta aos Estados-membros pedindo-lhes para nomear candidatos para a posição. Na prática, os secretários-gerais anteriores foram escolhidos a portas fechadas pelo Conselho de Segurança e, de seguida, tiveram os seus nomes submetidos à Assembleia Geral para ratificação. Historicamente, nenhum candidato foi rejeitado pela Assembleia Geral.
O presidente da Assembleia Geral Mogens Lykketoft defendeu que a Assembleia Geral selecionasse um candidato e com ele realizasse reuniões públicas de 12 a 14 de abril de 2016, onde os membros da Assembleia poderiam questionar os candidatos.
A ausência de uma campanha formal, como nos últimos anos, levou a muita especulação sobre potenciais candidatos, apenas alguns dos quais tiveram, na verdade, uma candidatura aprovada pelos respectivos governos nacionais. Tem havido críticas crescentes da opacidade do processo, com o aumento das reivindicações de organizações não governamentais como a Campanha 1 para 7 bilhões e The Elders, bem como alguns Estados, para um processo de seleção e nomeação mais formal em que os candidatos se envolvam em mais discussões públicas com suas opiniões e plataformas. Um escritor do Straits Times, em Singapura, Simon Chesterman argumentou que, para uma organização tão importante como as Nações Unidas "ter o seu líder escolhido pelo menor denominador comum daquilo que o P5 considera aceitável não é muito bom."

## Regulamento
Existem algumas regras que regem a escolha do secretário-geral. O único texto de orientação é o Artigo 97 da Carta das Nações Unidas, que afirma que "O secretário-geral será nomeado pela Assembleia Geral mediante recomendação do Conselho de Segurança." Como um resultado, a seleção está sujeita ao veto de qualquer um dos cinco membros permanentes do Conselho de Segurança. Em 1946, a Assembleia Geral aprovou uma resolução declarando que "é desejável que o Conselho de Segurança adiante apenas um candidato para a consideração da Assembleia Geral, e para o debate sobre a nomeação na Assembleia Geral, a ser evitado."
O idioma mínimo da Carta tem sido complementado por outras normas processuais e práticas geralmente aceites. Tradicionalmente, os candidatos dos cinco membros permanentes do Conselho de Segurança (China, França, Federação Russa, Reino Unido e Estados Unidos) não são consideradas para o cargo de secretário-geral, para evitar uma maior concentração de poder no âmbito das Nações Unidas. Esta é uma questão do precedente e a convenção, em vez de uma regra escrita.[carece de fontes?]
Enquanto o ex-titulares de cargos representam uma ampla gama de países, nunca houve uma mulher ocupando o cargo de secretário-geral. Existem inúmeros candidatos do sexo feminino, em 2016, incluindo várias fora da Europa Oriental.
Devido ao esquema informal de rotação regional, muitos comentaristas especulam que o próximo secretário-geral da ONU virá do Grupo da Europa Oriental, já que da região nunca saiu um secretário-geral. No entanto, as tensões entre a Rússia e os membros permanentes ocidentais sobre o conflito na Ucrânia levantou a possibilidade de impasse sobre um candidato do Leste Europeu, o que significa que os candidatos de outras regiões (particularmente os membros não europeus da Europa Ocidental e Outros e América Latina) estão a ser seriamente considerada.

## Candidatos oficiais
| Candidatos oficiais | Candidatos oficiais | Candidatos oficiais | Candidatos oficiais | Candidatos oficiais     | Candidatos oficiais               | Candidatos oficiais           |
| Retrato             | Nome                | Cargo Anterior | Nomeador            | Nomeado(a)              | Grupo regional                    | Adesões                       |
| ------------------- | ------------------- | --- | ------------------- | ----------------------- | --------------------------------- | ----------------------------- |
|                     | Irina Bokova        | Ministra Interina dos Negócios Estrangeiros da Bulgária (1996–1997) Diretora-General da UNESCO (2009–presente)                                                                                         | Bulgária            | 11 de fevereiro de 2016 | Grupo da Europa de Leste          |                               |
|                     | Helen Clark         | Primeira-Ministra da Nova Zelândia (1999–2008) Administrador do Programa das Nações Unidas para o Desenvolvimento (2009–presente)                                                                      | Nova Zelândia       | 5 de abril de 2016      | Europa Ocidental e outros         |                               |
|                     | Christiana Figueres | Secretário Executivo da Convenção-Quadro das Nações Unidas sobre Mudanças Climáticas (2010–2016) | Costa Rica          | 7 de julho de 2016      | Grupo a América Latina e Caraíbas |                               |
|                     | Natalia Gherman     | Ministro dos Negócios Estrangeiros e da Integração Europeia da Moldávia (2013–2016) Primeira Ministra Interina da Moldávia (2015)                                                                      | Moldávia            | 19 de fevereiro de 2016 | Grupo da Europa de Leste          |                               |
|                     | António Guterres    | Primeiro Ministro de Portugal (1995–2002) Alto Comissariado das Nações Unidas para os Refugiados (2005–2015)                                                                                           | Portugal            | 29 de fevereiro de 2016 | Europa Ocidental e outros         | Angola · Timor-Leste · França |
|                     | Vuk Jeremić         | Ministro dos Negócios Estrangeiros da Sérvia (2007–2012) Presidente da Assembleia Geral das Nações Unidas (2012–2013)                                                                                  | Sérvia              | 12 de abril de 2016     | Grupo da Europa de Leste          |                               |
|                     | Srgjan Kerim        | Ministro dos Negócios Estrangeiros da Macedónia (2000–2001) Presidente da Assembleia Geral das Nações Unidas (2007–2008)                                                                               | Macedónia           | 30 de dezembro de 2016  | Grupo da Europa de Leste          |                               |
|                     | Miroslav Lajčák     | Alto Representante para a Bósnia e Herzegovina (2007–2009) Ministro dos Negócios Estrangeiros da Eslováquia (2009–2010; 2012–presente)                                                                 | Eslováquia          | 25 de maio de 2016      | Grupo da Europa de Leste          |                               |
|                     | Susana Malcorra     | Subsecretário-Geral das Nações Unidas para Suporte de Campo (2008–2012) Chefe de Gabinete do Secretariado das Nações Unidas(2012–2015) Ministra dos Negócios Estrangeiros da Argentina (2015–presente) | Argentina           | 23 de maio de 2016      | Grupo a América Latina e Caraíbas |                               |
|                     | Danilo Türk         | Embaixador esloveno para as Nações Unidas(1991–2000) Secretário-Geral Adjunto das Nações Unidas para os Assuntos Políticos (2000–2005) Presidente da Eslovénia (2007–2012)                             | Eslovénia           | 9 de fevereiro de 2016  | Grupo da Europa de Leste          |                               |

## Candidatos que se retiraram
| Candidatos que se retiraram | Candidatos que se retiraram | Candidatos que se retiraram                                                                                  | Candidatos que se retiraram | Candidatos que se retiraram | Candidatos que se retiraram | Candidatos que se retiraram |
| Imagem                      | Nome                        | Experiência anterior                                                                                         | Nomeador                    | Nomeado                     | Retirada                    | Grupo Regional              |
| --------------------------- | --------------------------- | --- | --------------------------- | --------------------------- | --------------------------- | --------------------------- |
|                             | Vesna Pusić                 | Ministro dos Assuntos Estrangeiros e Europeus da Croácia (2011–2016)                                         | Croácia                     | 14 de janeiro de 2016       | 4 de agosto de 2016         | Leste Europeu (EEG)         |
|                             | Igor Lukšić                 | Primeiro Ministro do Montenegro (2010–2012) Ministro dos Negócios Estrangeiros do Montenegro (2012–presente) | Montenegro                  | 15 de janeiro de 2016       | 23 de agosto de 2016        | Europa Ocidental e outros   |

## Candidatos que expressaram a intenção de concorrer
Em julho de 2016, foi revelado que o ex - Trabalhista e Primeiro-Ministro da Austrália, Kevin Rudd, pediu que o Governo da Austrália (um governo Liberal/National Coalition), para nomear-lhe para Secretário-Geral, em abril de 2016, na sua reunião de 28 de julho, o Gabinete ficou dividido em relação à sua adequação para o papel e, em função disso, o Primeiro-Ministro, Malcolm Turnbull decidiu recusar o pedido no dia seguinte; desde de que a nomeação pelo governo Australiano foi considerado um pré-requisito necessário para a candidatura, a decisão de Turnbull essencialmente terminou com a campanha de Rudd; Rudd, mais tarde, confirmou o sucedido.

## Resultados
O Conselho de Segurança realizou a primeiro de muitos votações informais para eleições, à porta fechada (deverá se seguir de várias outras, no final de agosto e possivelmente em setembro) a 21 de julho de 2016, onde os membros do Conselho foram solicitados a indicar se eles "por", "contra" ou  "sem opinião" a respeito dos candidatos. Uma segunda votação com a mesma natureza, foi realizada mais tarde, a 5 de agosto de 2016.
| Candidato           | 21 de julho | 21 de julho | 21 de julho | 5 de agosto | 5 de agosto | 5 de agosto | 29 de agosto | 29 de agosto | 29 de agosto |
| Candidato           | P           | C           | SO          | P           | C           | SO          | P            | C            | SO           |
| ------------------- | ----------- | ----------- | ----------- | ----------- | ----------- | ----------- | ------------ | ------------ | ------------ |
| António Guterres    | 12          | 0           | 3           | 11          | 2           | 2           | 11           | 3            | 1            |
| Vuk Jeremić         | 9           | 5           | 1           | 8           | 4           | 3           | 7            | 5            | 3            |
| Susana Malcorra     | 7           | 4           | 4           | 8           | 6           | 1           | 7            | 7            | 1            |
| Danilo Türk         | 11          | 2           | 2           | 7           | 5           | 3           | 2            | 12           | 1            |
| Irina Bokova        | 9           | 4           | 2           | 7           | 7           | 1           | 7            | 5            | 3            |
| Srgjan Kerim        | 9           | 5           | 1           | 6           | 7           | 2           | 6            | 7            | 2            |
| Helen Clark         | 8           | 5           | 2           | 6           | 8           | 1           | 6            | 8            | 1            |
| Christiana Figueres | 5           | 5           | 5           | 5           | 8           | 2           | 2            | 12           | 1            |
| Natalia Gherman     | 4           | 4           | 7           | 3           | 10          | 2           | 2            | 12           | 1            |
| Miroslav Lajčák     | 7           | 3           | 5           | 2           | 6           | 7           | 9            | 5            | 1            |
| Igor Lukšić         | 3           | 7           | 5           | 2           | 9           | 4           | Retirou-se   | Retirou-se   | Retirou-se   |
| Vesna Pusić         | 2           | 11          | 2           | Retirou-se  | Retirou-se  | Retirou-se  | Retirou-se   | Retirou-se   | Retirou-se   |